# Beatboxing
 (octobre 2024).
La mise en forme du texte ne suit pas les recommandations de Wikipédia : il faut le « wikifier ».
Les points d'amélioration suivants sont les cas les plus fréquents. Le détail des points à revoir est peut-être précisé sur la page de discussion.
- Les titres sont pré-formatés par le logiciel. Ils ne sont ni en capitales, ni en gras.
- Le texte ne doit pas être écrit en capitales (les noms de famille non plus), ni en gras, ni en italique, ni en « petit »…
- Le gras n'est utilisé que pour surligner le titre de l'article dans l'introduction, une seule fois.
- L'italique est rarement utilisé : mots en langue étrangère, titres d'œuvres, noms de bateaux, etc.
- Les citations ne sont pas en italique mais en corps de texte normal. Elles sont entourées par des guillemets français : « et ».
- Les listes à puces sont à éviter, des paragraphes rédigés étant largement préférés. Les tableaux sont à réserver à la présentation de données structurées (résultats, etc.).
- Les appels de note de bas de page (petits chiffres en exposant, introduits par l'outil «  Source ») sont à placer entre la fin de phrase et le point final[comme ça].
- Les liens internes (vers d'autres articles de Wikipédia) sont à choisir avec parcimonie. Créez des liens vers des articles approfondissant le sujet. Les termes génériques sans rapport avec le sujet sont à éviter, ainsi que les répétitions de liens vers un même terme.
- Les liens externes sont à placer uniquement dans une section « Liens externes », à la fin de l'article. Ces liens sont à choisir avec parcimonie suivant les règles définies. Si un lien sert de source à l'article, son insertion dans le texte est à faire par les notes de bas de page.
- La présentation des références doit suivre les conventions bibliographiques. Il est recommandé d'utiliser les modèles {{Ouvrage}}, {{Chapitre}}, {{Article}}, {{Lien web}} et/ou {{Bibliographie}}. Le mode d'édition visuel peut mettre en forme automatiquement les références.
- Insérer une infobox (cadre d'informations à droite) n'est pas obligatoire pour parachever la mise en page.

Pour une aide détaillée, merci de consulter Aide:Wikification.
Si vous pensez que ces points ont été résolus, vous pouvez retirer ce bandeau et améliorer la mise en forme d'un autre article.
Le beatboxing ou beatbox, et par extension human beatboxing ou human beatbox (terme anglais signifiant littéralement « boîte à rythmes humaine »), consiste à faire de la musique ou des rythmes en imitant uniquement avec la bouche des instruments, en grande partie les percussions, ou divers bruits, voire en intégrant des paroles parlées ou chantées.
Une telle production sonore peut être faite a cappella (sans accompagnement instrumental) mais peut aussi être intégrée à une création musicale. On retrouve du beatboxing dans la musique hip hop, le jazz, la musique populaire, la musique pop et dans quelques partitions de musique classique contemporaine.
Le beatboxer utilise la totalité de l'appareil phonatoire et buccal, contrairement au vocaliste et au multi-vocaliste qui n'utilise que sa voix. Sur le plan strictement technique, c'est aujourd'hui la seule discipline vocale à regrouper toutes les autres, allant puiser tour à tour dans les techniques du chant et du chant diphonique, les percussions vocales, l'imitation de voix ou d'instruments, les bruitages vocaux, etc.[réf. nécessaire]

## Histoire

### Pratiques traditionnelles
L’imitation vocale des percussions est ancienne. Une de ces traditions est née en Inde il y a 600 ans : la tradition des bols. Une « variante » de cette technique est le Konnakol (konokol, konakkol ou solkattu) qui est à la fois une tradition de « percussions vocales » et une méthode mnémotechnique utilisée par les percussionnistes d’Inde pour mémoriser des rythmes complexes. Cette technique ancestrale est aujourd’hui reprise dans le monde entier par des artistes de jazz fusion ou de world music comme John McLaughlin, Daniel Goyone, Trilok Gurtu ou Zakir Hussain.
Une autre de ces traditions anciennes est celle du kouji chinois, qu'on peut traduire littéralement par « compétence de la bouche » et qui est un art de la performance vocale et du mimétisme qui utilise tous les organes de la parole humaine pour imiter les sons de la vie quotidienne.
Aux États-Unis, parmi diverses traditions rurales, le « eefing » (ou eeephing, eephing, eeefing, eefin, eefn'), apparu au XIXe siècle en Appalachie (région regroupant culturellement le centre et le sud de la chaîne des Appalaches), est une technique vocale similaire au beatboxing, née un siècle plus tôt dans le Tennessee rural. Cette technique véhiculée ensuite par le bluegrass/hillbilly a influencé notamment des rockers tels que Buddy Holly et Carl Perkins dès les années 1950, mais aussi des artistes de soul comme Diana Ross dans les années 1960 et, à sa suite, Michael Jackson dans les années 1970-1980.
Certaines traditions africaines utilisent le corps des artistes pour produire différents sons et également des bruits d’inspirations et d’expirations fréquemment utilisés dans le beatboxing contemporain.

### XXesiècle
Les premières apparitions d’un équivalent au XXe siècle se trouvent dans le jazz. On en trouve en effet les prémices dans le scat, improvisation vocale faite uniquement à partir d’onomatopées. Le scat reste cependant essentiellement mélodique et n’est que rarement utilisé à des fins purement rythmiques et/ou d’imitation de percussions. De la fin des années 1920 à celles des années 1960, quatre frères, les Mills Brothers, se produisent en spectacle et enregistrent de nombreux disques de jazz où non seulement ils chantent, mais imitent en outre les sons d’instruments de musique, tuba, trompette ou trombone. Plus proche de la pure « human beatboxing », on peut citer le travail précurseur de Don Elliott qui, dès les années 1950, s’est souvent illustré en faisant des « percussions vocales » (cf. ses propres disques ou sa participation aux BOF écrites par Quincy Jones, par exemple la musique de Dans la chaleur de la nuit).
Michael Jackson est celui qui a donné à la human beatbox ses lettres de noblesse, étant capable de réaliser des contrepoints rythmiques complexes tout en chantant une ligne de basse ou des éléments mélodiques. S’il a souvent réalisé ces impressionnantes prestations en studio, pour les démos de ses propres chansons ou lors d’interviews, ses propres beatboxing font souvent partie intégrante de ses chansons dans leurs versions définitives (cf. Stranger in Moscow).
C’est enfin le hip hop, en s’inspirant du jazz et en s’appuyant sur le King of Pop, qui a intégré et généralisé ces pratiques pour donner naissance à la forme actuelle du beatboxing.

### Hip-hop
Au début des années 1970 apparaît dans le Bronx le mouvement artistique, culturel et social du hip-hop. Le human beatboxing apparaît quelques années plus tard dans les rues du Bronx et de Harlem, l'autre grand ghetto de New York. L’importance du rythme dans le rap, beaucoup plus présent que dans les styles qui le précèdent, amène les premiers beatboxers à cette nouvelle pratique notamment parce qu’il est dès l’origine constitué exclusivement de breaks (passages fortement rythmés) où la batterie est généralement mise en avant.
Avec l’apparition des premières boîtes à rythmes électroniques et l’expansion du MCing à travers la côte Est des États-Unis, leur imitation devient le human beatboxing, en français boîte à rythmes humaine. Cette nouvelle musique au rythme programmé, qui est l’élément principal après le sampling et les scratchs, voit alors naître une technique particulière d’imitation du son de la grosse caisse et de la caisse claire à l’aide des lèvres : c'est la naissance du beatboxing moderne.
Cette technique, ou les diverses techniques qui constituent le beatboxing moderne, trouveront rapidement leur utilité pour les MC qui pourront dès lors poser leurs phrases n’importe où et n’importe quand, pouvant ainsi écrire en ayant toujours un rythme en tête et sans forcément avoir les moyens financiers de posséder une véritable boîte à rythmes.

### Expansion
Au début des années 1980, le human beatboxing est progressivement reconnu aux États-Unis grâce au groupe Fat Boys (dont l'icone Darren "Buff the Human Beat Box" Robinson) et autres figures emblématiques telles que Doug E. Fresh et Biz Markie. Le jazzman multi-récompensé Bobby McFerrin s’inspirera de son incursion dans le style hip-hop autant que dans ses racines jazz et soul pour, à partir de 1984 et son album The Voice, sortir une majorité d’albums interprétés uniquement à la voix et où le human beatboxing a une place prépondérante. Le human beatboxing se développe alors aussi en Europe, notamment représenté par les Fabulous Trobadors en France.
Dans le même esprit que les battles de rap apparaissent les battles de beatboxing à un contre un, où le vainqueur est désigné par l’enthousiasme du public.
Pendant les années 1990, avec l’apparition de nouvelles musiques électroniques telles que la techno ou le drum and bass, des enfants et adolescents commencent le beatboxing sans forcément connaître son histoire ni sa réalité. La rencontre entre ce qu’ils savent déjà faire et la véritable technique du beatboxing aboutira aux meilleurs beatboxers actuels.
Le beatboxing est alors un phénomène nouveau qui s’étend dans l’underground du monde entier. Ce sont par exemple les débuts de têtes d’affiche telles que Rahzel the Godfather Of Noise avec le groupe de rap alternatif The Roots ; il est l'un des beatboxers les plus connus au monde à l’heure actuelle. le producteur Killa Kela popularise cet art au Royaume-Uni avec sa musique faite de programmations rythmiques buccales. En France, ce sont les Saïan Supa Crew qui amènent concrètement le human beatboxing à la vue du grand public en combinant scratchs vocaux, reprise en beatboxing du tube Ring My Bell ou encore le tube international Angela sur l'album KLR.
Une application mobile, Incredibox (en), est la 1re app de jeu vidéo musical sur le sujet du beatboxing ; elle a été créée en 2016 et fait un carton sur les stores d'applications, régulièrement classée dans le top 10 des meilleures applications aux E.U, en Chine et au Canada.

### Évolution
Simple boîte à rythme additionnelle à son origine, au milieu des années 1980, le human beatboxing est devenu l’art du DJing buccal en ajoutant aux rythmes des imitations de scratchs et des samples repris à la bouche. Dans les années 1990, la tendance est à l’éclectisme et à l’imitation de chansons déjà existantes, souvent impressionnantes de ressemblance avec la version originale.
À la fin des années 1990, le beatboxing a évolué à tel point que ses adeptes arrivent souvent à produire plusieurs sons à la fois. Rahzel commence par chanter If Your Mother Only Knew, sa version de la chanson de Aaliyah « If Your Girl Only Knew », d’autres essaient de beatboxer et rapper simultanément avec leur seule bouche. Kenny Muhammad fait partie des précurseurs modernes qui ont contribué à la révolution technique du beatbox et a exercé une influence sur le beatboxing au niveau mondial grâce à l'apport de techniques devenues aujourd'hui universelles (par exemple la wind technique reprise quasiment à l'identique par Beasty, champion de France de beatbox 2010).
Dans les années 2000 apparaissent logiquement les premiers championnats officiels, dont le premier championnat du monde en 2005, remporté par Joel Turner (Australie) face à RoxorLoops (Belgique) ; c'est à partir de cette période que le beatbox est littéralement révolutionné par la forte influence des sons électroniques et de l'EDM. Le premier championnat de France a lieu en octobre 2006 avec pour vainqueur L.O.S. en solo et PHM (Marseille) en équipe. En 2007, c’est le vice-champion 2006, Micspawn, qui remporte la victoire. En équipe, ce sont les tenants du titre qui remportent une nouvelle fois la première place.
Parallèlement à la technique évolutive des beatboxers, qui s'est largement étoffée, se développe une vraie recherche musicale. Certains utilisent en effet leur talent pour créer leur propre musique grâce à des enregistrements studios, des loopstations (permettant de superposer des sons et d'ajouter des effets), ou encore en formant des groupes avec d'autres beatboxers afin de multiplier les possibilités vocales.
En France, les adeptes de ces nouvelles techniques, inspirées au niveau international par les autrichiens de Bauchklang ou le britannique Beardyman, sont : Sly Johnson, Eklips, Under Kontrol, Berywam ou encore David X. Le beatboxing est également utilisé par des artistes qui ne font pas de hip-hop, tels que Simeo, Anaïs, CocoRosie, Spleen, Camille, Barbatuques, Médéric Collignon, Imogen Heap et Nosfell.

## Phonétique
Le human beatbox (HBB) est une technique vocale qui intéresse aussi les scientifiques. En effet, depuis 2008 on remarque la publication d'articles scientifiques rapportant les caractéristiques générales du HBB (Human Beatbox) mais aussi les caractéristiques articulatoires en IRM, et les caractéristiques aérodynamiques.

### Caractéristiques articulatoires
Les images IRM ou d'autres techniques articulatoires comme l'articulatographie électromagnétique ou la fibroscopie laryngée permettent de suivre et d'analyser les mouvements des articulateurs comme les lèvres, la langue, le port vélopharyngé ou encore le larynx.
Les études IRM ont montré qu’il existe un panel varié de sons beatboxés. Il semblerait que le HBB emploie des articulations communes aux langues (par exemple sons éjectifs comme [p’], trilles alvéolaires [r], clics dentaux [|]) mais qu’il exploite aussi des sons nouveaux, c’est-à-dire des sons inconnus des inventaires phonologiques des langues du monde. Les beatboxeurs sont capables de manipuler des détails phonétiques fins. Les sons percussifs (grosse caisse, charleston, caisse claire ...), dont la fonction primaire est rythmique, reposent sur la production de sons occlusifs, fricatifs et affriqués sourds ou, dans de rares cas, voisés. Le HBB utilise tous les lieux d'articulation inventoriés dans l'alphabet phonétique international. Grâce aux études menées avec la fibroscopie laryngée il a pu être observé que (1) les artistes ne présentaient pas de pathologie vocale et que (2) les beatboxeurs manipulent finement les structures laryngées afin d’en avoir une utilisation efficace.

### Caractéristiques aérodynamiques
L'aérodynamique est une branche de la dynamique des fluides qui étudie les écoulements d'air, dans le cas du HBB, les études aérodynamiques étudient les variations de pression provoquées par les muscles du conduit vocal qui mettent l'air en mouvement.
Alors que la parole est surtout produite à partir d’un flux d’air égressif depuis les poumons (c.-à-d. phase d’expiration), le beatbox, ne l’est pas. Un large éventail de mécanismes de production des sons de bases (grosse caisse, charleston, caisse claire, lips roll) a été observé. Ces mécanismes sont décrits en fonction (1) du lieu où l’air est mis en mouvement (c.-à-d. bouche, larynx ou poumons) et (2) de la façon dont l'air est mis en mouvement (mode). Deux modes existent : le mode par contraction, les muscles vont compresser l'air qui va s'échapper par la bouche où le nez (flux d'air expiré ou égressif) et le mode par dilatation, les muscles vont décompresser l'air qui va ensuite rentrer par le nez où la bouche (flux d'air insprié ou ingressif). Les sons beatboxés utilisent toutes les combinaisons possibles des lieux de génération du flux et des directions des flux :
| Lieu    | Mode        | Description          | Son emis          |
| ------- | ----------- | -------------------- | ----------------- |
| Poumons | Contraction | Pulmonique égressif  | Cough snare       |
| Poumons | Dilatation  | Pulmonique ingressif | Lips roll         |
| Larynx  | Contraction | Laryngé égressif     | Classic kick      |
| Larynx  | Dilatation  | Laryngé ingressif    | Throat kick       |
| Bouche  | Contraction | Buccal égressif      | Humming PF-snare  |
| Bouche  | Dilatation  | Buccal ingressif     | Humming lips roll |

## Par pays

### États-Unis
Le beatbox naît en Amérique, avec Biz Markie, Doug E. Fresh ou Rahzel (The Godfather of Noise) et Kenny Muhammad (dit The Human Orchestra), mais aussi Michael Jackson, ayant composé la quasi-totalité de ses chansons à partir de son propre beatboxing.

### Royaume-Uni
Dès 1967, le groupe Pink Floyd utilise le beatboxing dans ses compositions. Avec de tels fonds baptismaux, pas étonnant que le Royaume-Uni et particulièrement l'Angleterre fournissent des beatboxers notables de longue date, tels que Killa Kela, Reeps one, Beardyman, Eklips, D-low, Under Kontrol et autres TyTe, qui a réalisé de nombreux didacticiels pour débutants, ou Shlomo — ce dernier ayant participé avec Björk à la chanson Oceania, jouée en ouverture des Jeux olympiques d'Athènes en 2004.

### France
En France, certains noms restent des figures marquantes des années 1980: Sheek (membre des « Nec + Ultra »), Salim ou encore FAT vers 1986, Ange B. des Fabulous Trobadors, Caneton. Dans les années 1990, le Saïan Supa Crew fait du beatboxing sur son premier album, KLR, avec Sly et Leeroy. Human Box et son single « Funky Time », l'Homicide Volontaire d'Assassin ou L'école du micro d'argent de IAM, avec la présence de Rahzel sur ce dernier album, s'illustrent également.
Le beatboxing apparaît dans les années 2000 sur internet, avec Sly Johnson, Eklips, Under Kontrol, Ezra, Ekip d'Art-Hifis, Natik All, PHM, Tez, L.O.S, Shen Roc, Johnny Madness, Oslim, David X, Bionic Breath Makers, MB14, Colaps, KIM, Fayabraz, Bmg, WaWad, Beatness, Rythmind, ORFEY, Hutch, Alem, Alexinho, Efaybee, Beasty, BreZ, River ou plus récemment DMNBASS. La chanteuse Camille collabore avec Sly « The Mic Buddah » Johnson, ex-membre du Saïan Supa et Ezra.
A la télévision, les émissions La France a un incroyable talent (Berywam) et The Voice : La Plus Belle Voix (Spleen, MB14, Prichia) permettent à divers talents nationaux de se faire connaître, contribuant à la popularisation du beatboxing.
Divers événements permettent de réunir de nombreux beatboxers chaque année dans le pays, les premiers rassemblements populaires furent :
- Le championnat de France, qui se déplace de ville en ville depuis 2006 ;
- L'annuel Human beatbox festival de Dijon, premier festival à consacrer depuis 2007 une programmation à la création artistique liée au beatboxing ;
- Le TKO qui organise ses battles à Nantes depuis 2006 ;
- Le Battle Européen de Maurepas qui existe depuis 2009.

## Événements mondiaux et européens importants
Divers rendez-vous des sommités mondiales et autres amateurs de beatbox jalonnent l'année :
- Le championnat du monde (qui depuis 2005 se déroule toutes les trois éditions à Berlin).
- Outre le monde anglo-saxon extra européen (États-Unis, Australie...) mais aussi l'Amérique du Sud (Brésil) ou le Japon, pratiquement chaque pays européen dispose dorénavant de son championnat national, généralement annuel, contribuant ainsi à rendre la discipline plus visible et populaire.
- Un nombre croissant de Battles s'organise tous les ans en Europe (principalement en France, Belgique, Allemagne, Suisse et Angleterre), comme le Beatboxbattle (championnat du monde) à Kreuzberg (Berlin).
- Le Grand Beatbox Battle, événement mondial organisé en Suisse tous les ans depuis 2009.

## Championnats du monde notables

### 2005
- Champion masculin : Joel Turner (Australie)
- Vice-champion masculin : Roxorloops (Belgique)
- Championne féminine : Butterscotch (États-Unis)
- Champion Crew : Joel Turner, Tom Thum (Australie)

### 2009
- Champion masculin : ZeDe (Suisse)
- Vice-champion masculin : Vahtang (Russie)
- Championne féminine : Bellatrix (Angleterre)
- Vice-championne féminine : Steff La Cheffe (Suisse)
- Crew Champion : Under Kontrol (France)

### 2012
- Champion masculin : Skiller (Bulgarie)
- Vice-Champion masculin : Alem (France)
- Championne féminine : Pe4enkata (Bulgarie)
- Vice-championne féminine : Flashbox (France)
- Crew Champion : aucune participation

### 2015
- Champion masculin : Alem (France)
- Vice-Champion masculin : NapoM (États-Unis)
- Championne féminine : Kaila (États-Unis)
- Vice-Championne féminine : Sparx (Canada)
- Crew Champion : Beatbox Collective (Royaume-Uni)
- Vice-Crew Champion : Under Kontrol (France)
- Tag Team Champions : Twen Team'8 (France)
- Vice-Tag Team Champions : 4XSample (Allemagne)

### 2018
- Champion masculin : Alexinho (France)
- Vice-Champion masculin : B-art (Pays-Bas)
- Championne féminine : Kaila Mullady (États-Unis)
- Vice-Championne féminine : Chiwawa (Pologne)
- Champion Crew : Berywam (France)
- Vice-Champion Crew : Beatbox House (Etats-Unis)
- Champion Tag-Team : Spider Horse (Etats-Unis)
- Vice-Champion Tag-Team : Mad Twins (Russie)
- Champion Loopstation : Saro (France)
- Vice-Champion Loopstation : Inkie (Russie)

### 2023
- Champion masculin : FootboxG (Belgique)
- Vice-Champion masculin : PACMax (France)
- Championne féminine : Pe4enkata (Bulgarie)
- Vice-Championne féminine : Prichia (France)
- Champion Crew : M.O.M (Autriche)
- Vice-Champion Crew : Kowler Rangers (France)
- Champion Tag-Team : Zen'Hit (France)
- Vice-Champion Tag-Team : Choripan (Espagne)
- Champion Vocal Scratch : DO-B (Madagascar)
- Vice-Champion Vocal Scratch O'Slim (France)
- Champion Loopstation : 808Banon (États-Unis)
- Vice-Champion Loopstation : Yaswede (Belgique)